# تراست (برنامج)
تراست برنامج مسابقات يعتمد على الثقة المتبادلة بين المشتركين والعمل سويا من أجل الحصول على أكبر مبلغ ممكن. وهو النسخة العربية من برنامج "Trust" الذي اخترعته شركة بانيجاي البريطانية.
للمرة الأولى في العالم العربي، تنتج ثلاث نسخ من نفس البرنامج في آن واحد لصالح ثلاث محطات عربية ويقدّمه ثلاث مذيعين مختلفون. الجائزة المقدمة لهذه المسابقة يصل أكبرها إلى 133 ألف دولار أمريكي في العملة المحلية لهذه الدول. الحلقات يتم تسجيلها في استوديوهات تلفزيون المستقبل في بيروت وينتج من قبل فريق آيدياس بروداكشن. النسخ هي التالية:
| البلد    | الاسم    | المقدم     | القناة           | الإنطلاق       | الجائزة المقدمة |
| -------- | -------- | ---------- | ---------------- | -------------- | --------------- |
| السعودية | أزمة ثقة | محمد خلاوي | روتانا الخليجية  | 16 ديسمبر 2012 | 500.000 ر.س.    |
| مصر      | لحظة شك  | محمد هنيدي | روتانا المصرية   | 29 ديسمبر 2012 | 500.000 ج.م.    |
| لبنان    | قصة ثقة  | ميشال قزي  | تلفزيون المستقبل | 1 يناير 2013   | 50.000.000 ل.ل. |

## فكرة البرنامج
يتبارى في كل حلقة مشتركان اثنان لم يلتقيا في الإجابة على اثنى عشر سؤالا. يجب أن يثقا ببعضهما البعض للإجابة على أكبر عدد من الأسئلة في محاولة لربح أكبر مبلغ من النقود يمكنهما جمعه، ولكن في أية لحظة يمكن أن يتواجها فيغدر أحدهما بالآخر ويفوز بالمبلغ المتراكم.
المقدم يطرح جزء من السؤال وعلى المشتركان اختيار تكملته من ضمن ثلاث مستويات مستويات هي: «سهل، متوسط وصعب» وكذلك القيمة المادية لسؤال وذلك طبقا للمستوى المختار. هم يختارون المستوى دون إعلام بعضهما. ويتم اعتماد المستوى الأكثر صعوبة والأعلى قيمة. بعدها يكمل المقدم السؤال وعليهما التشاور سويا لتوصل لإجابة مشتركة ضمن مدة زمنية محددة. بحال الإجابة كانت صحيح يحصلون على قيمة السؤال الذي سيضاف على الرصيد الإجمالي. لديهم إمكانية إعطاء ثلاث إجابات خاطئة أثناء مشاركتهما وبهذه الحالة لا يحصلون على قيمة السؤال وينتقلون لسؤال التالي. بحال استنفاذ جميعها، يخرجون من السباق دون أي شيء.

### المواجهة
بأي لحظة من السباق وقبل طرح سؤال جديد يمكن أن تطلق صافرة تعلن مرحلة المواجهة بين المشتركين. يتم فصلهما، وذلك بفضل الكراسي المتحركة التي يجلسا عليها، ونقلهم لتشاور مع أفراد من عائلتهم وأصدقائهم أتوا معهم لتقديم الدعم والنصائح. المرافقين يجلسون على طرفي المسرح ويتابعون مجريات الحلقة.
بعد فترة زمنية معينة من التشاور، يتم وضعهما وجها لوجه وتبدأ الكراسي بالتحرك ببطئ وتدرجيا باتجاه وسط المسرح وبهذه الأثناء يعرض المقدم مبالغ مالية تزداد قيمتها كلما اقتربا من الوسط. يمكن لأي واحد منهم الكبس على الزر الأحمر وأخذ المبلغ المعروض والانسحاب من السباق به بينما الآخر يخرج دون أي شيء. أيضا بحال ضغط الأثنان بنفس الوقت، يخرجان الأثنان دون أي شيء. بحال الاستمرار حتى النهاية، يتم تقاسم المبلغ مناصفة بين الأثنان.
إذا المشتركان وثقا ببعضهما يبقيان في سباق، لأن الضغط على الزر والانسحاب يعني عدم الثقة بالتطرف الآخر في السباق.